# Petite forme
Le terme musical de petite forme prend un sens différent selon le contexte dans lequel il est employé.
Couramment on distingue :
- d'une part les pièces musicales courtes comme le lied qui est dit « petite forme »
- d'autre part les pièces comme la symphonie qui est dite « grande forme ».

De manière plus ciblée, le terme de petite forme est employé associé aux recherches des compositeurs de la seconde école de Vienne.
Dans ce cas il désigne des pièces qui non seulement sont courtes mais explorent de nouveaux modes d'expression qui s'éloignent du système tonal, etc.

## La petite forme de la seconde école de Vienne
Les mouvements créatifs des compositeurs de cette école sont de plusieurs ordres:
- rejet de l'harmonie tonale
- rejet du principe de variations sur une mélodie (succession de hauteurs) - ce qui a été vraiment dit ne doit pas être redit.
- exploration des possibilités de l'instrument de musique en dehors de l'harmonie et du contrepoint rigoureux
- rapprochement de la forme musicale avec les formes langagières brèves de l'aphorisme et de l'haïkus
- concentration du geste créateur

Le fait de travailler sur la petite forme est à la fois un choix premier et la conséquence de la nouvelle manière de composer: « une forme concentrée à un si haut degré qu’elle ne peut supporter un long développement dans le temps par suite de la richesse des moyens exploités et de la poétique qui les gouverne » Pierre Boulez 
L'abandon de la mélodie amène le compositeur à trouver d'autres moyens de retenir l'auditeur - de ne pas le perdre.
L'emploi d'une note primordiale qui revient tout au long de l'œuvre joue cette fonction de fil conducteur.
Une suite d'accords dissonants, si elle est reprise au fil de la pièce musicale a également cette fonction de donner un point de repère à l'auditeur.
Quelques exemples de petite forme permettent de voir les manières explorées par le premier cercle des compositeurs de la seconde école de Vienne:
- En juin 1911 Arnold Schönberg compose une pièce de 19 mesures.
- L'opus 28 d'Anton Webern se compose de trois parties d'une soixantaine de mesures.

## Sources
- Pierre Boulez Relevés d'apprenti, Le Seuil, Collection " Tel Quel ", 1966 p. 368
- Anne de Fornel Enjeux de la petite forme dans la Seconde École de Vienne Musurgia, 2006, n° Vol.XIII, n°4. - pp. 59-72
- Anne de Fornel La petite forme dans la Seconde École de Vienne une poétique de la brièveté : 1909-1914 Mémoire sous la codirection de Danièle Pistone et Michel Fischer (voir en ligne)
- http://www.sudoc.abes.fr/xslt/DB=2.1/SRCH?IKT=12&TRM=119842769